# Cybianthus blanchetii
Cybianthus blanchetii är en viveväxtart som först beskrevs av A.Dc., och fick sitt nu gällande namn av G. Agostini. Cybianthus blanchetii ingår i släktet Cybianthus, och familjen viveväxter. Inga underarter finns listade i Catalogue of Life.